# カサネカンザシ
カサネカンザシ（学名：Hydroides elegans）とは、環形動物門多毛綱ケヤリムシ目カンザシゴカイ科に属する動物の一種。日本にはもともと分布していない外来種。

## 分布
北アメリカ（カリフォルニア、メキシコ湾岸）、アゾレス諸島、ギリシャ沿岸、ペルシャ湾岸、西太平洋などの世界中の海域に分布する。
原産地は不明。

## 特徴
体長10-40mm。白色の石灰質の棲管を形成し、貝類やホヤ、海藻、人工物に群体で固着する。近縁種のエゾカサネカンザシとは、鰓蓋上段の棘の小突起が2-3対であり、襟剛毛の歯の配列が3-5の大歯となり、歯下部に微細突起がある点で区別できる。

## 外来種問題
日本では1928年の和歌山県の標本が最も古い記録であり、オーストラリアからの船体付着やバラスト水によって導入されたと考えられる。1970年代には太平洋沿岸に、1980年代には日本海沿岸に拡散し、現在では本州から南西諸島のほぼ全域に定着している。
瀬戸内海では1969年から1970年代初めにかけて養殖カキに本種が異常に密生したことがあり、こうした貝類・網・ブイの被害額は数十億円に達する。また、発電所や工場などの取水施設に大量に付着し、汚損被害を発生させる。
同様の被害を発生させる近縁種にはカニヤドリカンザシがいる。また、貝類のムラサキイガイやミドリイガイ、タテジマフジツボなども、日本各地の湾岸を脅かす厄介な外来種である。
外来生物法により要注意外来生物に指定されており、日本の侵略的外来種ワースト100にも選ばれている。